# Spilosoma vulgaris
Spilosoma vulgaris is een nachtvlinder uit de familie spinneruilen (Erebidae), onderfamilie beervlinders (Arcttinae).
De soort is alleen bekend van Nieuw-Guinea, maar is aldaar algemeen. Ondanks dat is de soort pas in 2011 voor het eerst wetenschappelijk beschreven door Rob de Vos en Daawia Suhartawan.